# Wolfgang Holzner
Wolfgang Holzner (* 31. August 1942 in Mödling; † 29. Oktober 2014) war ein österreichischer Ökologe, Botaniker und Japanologe. 

## Leben
Wolfgang Holzner kam 1967 als Wissenschaftliche Hilfskraft an die Universität für Bodenkultur Wien (BOKU). Daneben arbeitete er an seiner Dissertation über Ackerunkrautgesellschaften im pannonischen Gebiet Österreichs; die Promotion folgte 1970 an der Universität Wien mit der ungewöhnlichen Fächerkombination Botanik und Japanologie. Vier Jahre später habilitierte er sich für Ökologie und Soziologie der Pflanzen an der BOKU. Im Internationalen Jahr der Biodiversität 2010 emeritierte er.
1986 veröffentlichte Holzner gemeinsam mit anderen Ökologen den Österreichischen Trockenrasenkatalog. In diesem Werk wurden die meisten Trockenrasen im pannonischen Osten Österreichs und viele Magerwiesen im westlichen Teil Österreichs detailliert erfasst, beschrieben und bezüglich Schutzwürdigkeit und aktueller Gefährdung bewertet. Das Ziel sollte sein, die politischen Verantwortlichen, wie Bürgermeister, Bezirkshauptleute und Landespolitiker, über den naturschutzfachlichen Wert der Objekte zu informieren und sie dazu zu bewegen für deren Schutz, Erhaltung und Pflege zu sorgen. Der Trockenrasenkatalog stellt bis heute eine wichtige Referenz für die Naturschutzarbeit dar.
Sein letztes großes Projekt ist die Ökologische Flora von Niederösterreich. Den dritten Band konnte er noch in Händen halten; das fertige Manuskript des vierten und letzten Bandes lag (im November 2014) beim Verlag.

## Auszeichnungen
- 1976: Wissenschaftspreis des Landes Niederösterreich, Förderungspreis
- 2008: Silbernes Komturkreuz des Ehrenzeichens für Verdienste um das Bundesland Niederösterreich
- 2013: Teaching Award der BOKU für sein Lebenswerk Lehre
- 2013: Goldenes Ehrenzeichen für Verdienste um das Land Wien

## Schriften
- Wolfgang Holzner et al.: Österreichischer Trockenrasenkatalog. „Steppen“, „Heiden“, Trockenwiesen, Magerwiesen: Bestand, Gefährdung, Möglichkeiten ihrer Erhaltung. In: Grüne Reihe des Bundesministeriums für Gesundheit und Umweltschutz, Band 6. Wien 1986, ISBN 3-900-649-065.
- Wolfgang Holzner et al.: Das kritische Heilpflanzen-Handbuch. 10 Experten untersuchen, was Heilpflanzen wirklich können. Wien: Verlag ORAC 1985, ISBN 3-85368-965-5.